# Aspudden
Aspudden é uma freguesia administrativa (em sueco:  stadsdel) da comuna de Estocolmo.

Pertencente à área administrativa (em sueco:  stadsdelsområde) de Hägersten-Liljeholmen, que é parte integrante da zona administrativa (em sueco:  stadsområde) de Söderort. 

Faz fronteira com os bairros de Gröndal, Liljeholmen, Midsommarkransen e Hägersten.

Tem uma população de 8 717 (2013) habitantes. 

## Estação do metropolitano

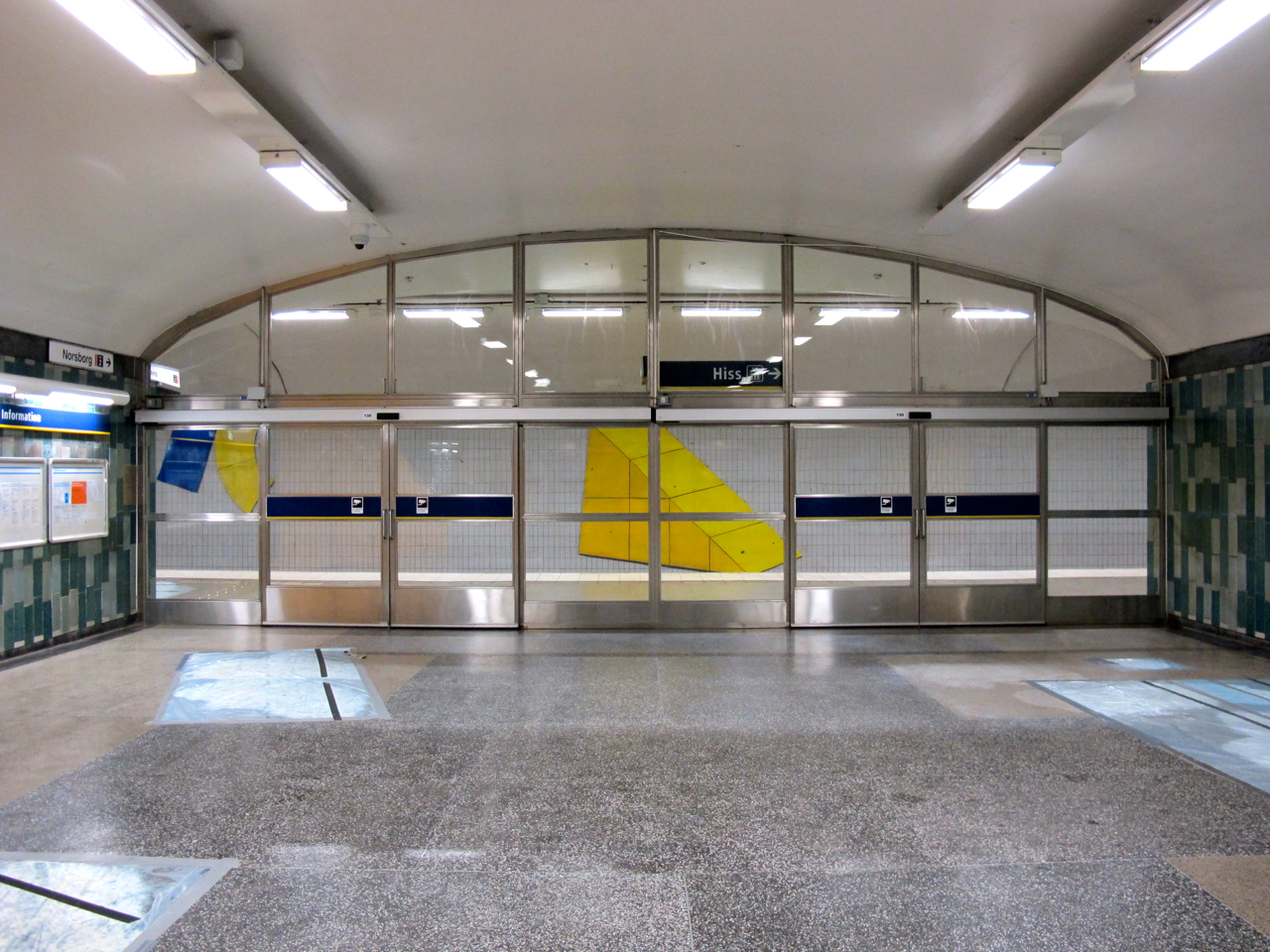
A estação de Aspudden

Aspudden alberga uma estação da linha vermelha do Metro de Estocolmo, localizada entre as estações Liljeholmen e Örnsberg. A estação foi inaugurada em 1964.